# By a Thread. Live in London 2011
By a Thread. Live in London 2011 – album koncertowy Devin Townsend Project. Wydawnictwo ukazało się 18 czerwca 2012 roku nakładem wytwórni muzycznej InsideOut Music. Na albumie znalazł się zapis czterech koncertów projektu zarejestrowanych w listopadzie 2011 roku w kościele Union Chapel w Londynie.

## Lista utworów
Opracowano na podstawie materiału źródłowego.
| DVD 1 | DVD 1                   | DVD 1   |
| Nr    | Tytuł utworu            | Długość |
| ----- | ----------------------- | ------- |
| 1.    | „Ki”                    |         |
| 2.    | „A Monday”              |         |
| 3.    | „Coast”                 |         |
| 4.    | „Disruptr”              |         |
| 5.    | „Gato”                  |         |
| 6.    | „Terminal”              |         |
| 7.    | „Heaven Send”           |         |
| 8.    | „Ain’t Never Gonna Win” |         |
| 9.    | „Winter”                |         |
| 10.   | „Trainfire”             |         |
| 11.   | „Lady Helen”            |         |
| 12.   | „Ki”                    |         |
| 13.   | „Quiet Riot”            |         |
| 14.   | „Demon League”          |         |
| 15.   | „Coast (Take 2)”        |         |
| 16.   | „Synchronicity Freaks”  |         |
| 17.   | „Deep Peace”            |         |
| 18.   | „Ki Photo Slide Show”   |         |
| 19.   | „Devin Commentary”      |         |
| 20.   | „Coast Video”           |         |

| DVD 2 | DVD 2                       | DVD 2   |
| Nr    | Tytuł utworu                | Długość |
| ----- | --------------------------- | ------- |
| 1.    | „Addicted!”                 |         |
| 2.    | „Universe In A Ball!”       |         |
| 3.    | „Bend It Like Bender!”      |         |
| 4.    | „Supercrush!”               |         |
| 5.    | „Hyperdrive!”               |         |
| 6.    | „Resolve!”                  |         |
| 7.    | „Ih-Ah!”                    |         |
| 8.    | „The Way Home!”             |         |
| 9.    | „Numbered!”                 |         |
| 10.   | „Awake!”                    |         |
| 11.   | „Pixilate”                  |         |
| 12.   | „Life”                      |         |
| 13.   | „Kingdom”                   |         |
| 14.   | „Addicted Photo Slide Show” |         |
| 15.   | „Devin's Show Commentary”   |         |
| 16.   | „Bend It Like Bender Video” |         |

| DVD 3 | DVD 3                             | DVD 3   |
| Nr    | Tytuł utworu                      | Długość |
| ----- | --------------------------------- | ------- |
| 1.    | „Praise The Lowered”              |         |
| 2.    | „Stand”                           |         |
| 3.    | „Juular”                          |         |
| 4.    | „Planet of the Apes”              |         |
| 5.    | „Sumeria”                         |         |
| 6.    | „The Mighty Masturbator”          |         |
| 7.    | „Pandemic”                        |         |
| 8.    | „Deconstruction”                  |         |
| 9.    | „Poltergeist”                     |         |
| 10.   | „Fake Punk”                       |         |
| 11.   | „Wallet Chain”                    |         |
| 12.   | „Metal Dilemma”                   |         |
| 13.   | „Deconstruction Photo Slide Show” |         |
| 14.   | „Devin's Show Commentary”         |         |
| 15.   | „Juular Video”                    |         |

| DVD 4 | DVD 4                     | DVD 4   |
| Nr    | Tytuł utworu              | Długość |
| ----- | ------------------------- | ------- |
| 1.    | „Fly”                     |         |
| 2.    | „Heart Baby”              |         |
| 3.    | „Feather”                 |         |
| 4.    | „Kawaii”                  |         |
| 5.    | „Ghost”                   |         |
| 6.    | „Blackberry”              |         |
| 7.    | „Monsoon”                 |         |
| 8.    | „Dark Matters”            |         |
| 9.    | „Texada”                  |         |
| 10.   | „Seams”                   |         |
| 11.   | „Infinite Ocean”          |         |
| 12.   | „As You Were”             |         |
| 13.   | „Fall”                    |         |
| 14.   | „Radical Highway”         |         |
| 15.   | „Watch You”               |         |
| 16.   | „Ghost Photo Slide Show”  |         |
| 17.   | „Devin's Show Commentary” |         |
| 18.   | „Kawaii Video”            |         |
| 19.   | „Ghost Show Day Feature”  |         |
| 20.   | „By a Thread”             |         |

| CD 1 | CD 1                    | CD 1    |
| Nr   | Tytuł utworu            | Długość |
| ---- | ----------------------- | ------- |
| 1.   | „A Monday”              | 2:23    |
| 2.   | „Coast”                 | 5:28    |
| 3.   | „Disruptr”              | 7:27    |
| 4.   | „Gato”                  | 5:04    |
| 5.   | „Terminal”              | 7:35    |
| 6.   | „Heaven Send”           | 9:02    |
| 7.   | „Ain’t Never Gonna Win” | 5:09    |
| 8.   | „Winter”                | 5:57    |
| 9.   | „Trainfire”             | 7:36    |
| 10.  | „Lady Helen”            | 6:19    |
| 11.  | „Ki”                    | 7:10    |
| 12.  | „Quiet Riot”            | 3:11    |
|      |                         | 1:12:21 |

| CD 2 | CD 2                   | CD 2    |
| Nr   | Tytuł utworu           | Długość |
| ---- | ---------------------- | ------- |
| 1.   | „Addicted!”            | 7:14    |
| 2.   | „Universe In A Ball!”  | 4:04    |
| 3.   | „Bend It Like Bender!” | 4:53    |
| 4.   | „Supercrush!”          | 5:17    |
| 5.   | „Hyperdrive!”          | 3:37    |
| 6.   | „Resolve!”             | 4:40    |
| 7.   | „Ih-Ah!”               | 4:51    |
| 8.   | „The Way Home!”        | 4:11    |
| 9.   | „Numbered!”            | 5:00    |
| 10.  | „Awake!”               | 8:09    |
|      |                        | 51:56   |

| CD 3 | CD 3                     | CD 3    |
| Nr   | Tytuł utworu             | Długość |
| ---- | ------------------------ | ------- |
| 1.   | „Praise The Lowered”     | 6:08    |
| 2.   | „Stand”                  | 9:37    |
| 3.   | „Juular”                 | 4:42    |
| 4.   | „Planet of the Apes”     | 11:25   |
| 5.   | „Sumeria”                | 6:36    |
| 6.   | „The Mighty Masturbator” | 16:30   |
| 7.   | „Pandemic”               | 3:30    |
| 8.   | „Deconstruction”         | 9:28    |
| 9.   | „Poltergeist”            | 4:29    |
|      |                          | 1:12:25 |

| CD 4 | CD 4             | CD 4    |
| Nr   | Tytuł utworu     | Długość |
| ---- | ---------------- | ------- |
| 1.   | „Fly”            | 4:58    |
| 2.   | „Heart Baby”     | 5:19    |
| 3.   | „Feather”        | 4:18    |
| 4.   | „Kawaii”         | 9:43    |
| 5.   | „Ghost”          | 4:14    |
| 6.   | „Blackberry”     | 5:12    |
| 7.   | „Monsoon”        | 5:01    |
| 8.   | „Dark Matters”   | 4:01    |
| 9.   | „Texada”         | 9:03    |
| 10.  | „Seams”          | 4:08    |
| 11.  | „Infinite Ocean” | 5:04    |
| 12.  | „As You Were”    | 8:53    |
|      |                  | 1:09:54 |

| CD 5 | CD 5                   | CD 5    |
| Nr   | Tytuł utworu           | Długość |
| ---- | ---------------------- | ------- |
| 1.   | „Demon League”         | 4:23    |
| 2.   | „Coast (Take 2)”       | 8:57    |
| 3.   | „Synchronicity Freaks” | 2:10    |
| 4.   | „Deep Peace”           | 8:43    |
| 5.   | „Pixilate”             | 8:15    |
| 6.   | „Life”                 | 5:30    |
| 7.   | „Kingdom”              | 5:22    |
| 8.   | „Fake Punk”            | 2:38    |
| 9.   | „Wallet Chain”         | 3:06    |
| 10.  | „Metal Dilemma”        | 4:42    |
| 11.  | „Fall”                 | 4:02    |
| 12.  | „Radical Highway”      | 5:44    |
| 13.  | „Watch You”            | 9:26    |
|      |                        | 1:12:58 |

## Listy sprzedaży
| Lista                        | Kraj              | Pozycja |
| ---------------------------- | ----------------- | ------- |
| Suomen virallinen lista      | Finlandia         | 12      |
| Billboard Heatseekers Albums | Stany Zjednoczone | 16      |
| MegaCharts DVD               | Holandia          | 21      |
| DVD Musicaux                 | Francja           | 8       |